# Sola (Norwegen)
Sola ist eine Kommune im norwegischen Fylke Rogaland. Die Kommune hat 29.153 Einwohner (Stand: 1. Januar 2025). Sie befindet sich südwestlich der Stadt Stavanger und beinhaltet auch den Flughafen Stavanger. Neben dem Flughafen ist auch die Erdölindustrie von großer wirtschaftlicher Bedeutung. Verwaltungssitz ist der gleichnamige Ort Sola.

## Geografie

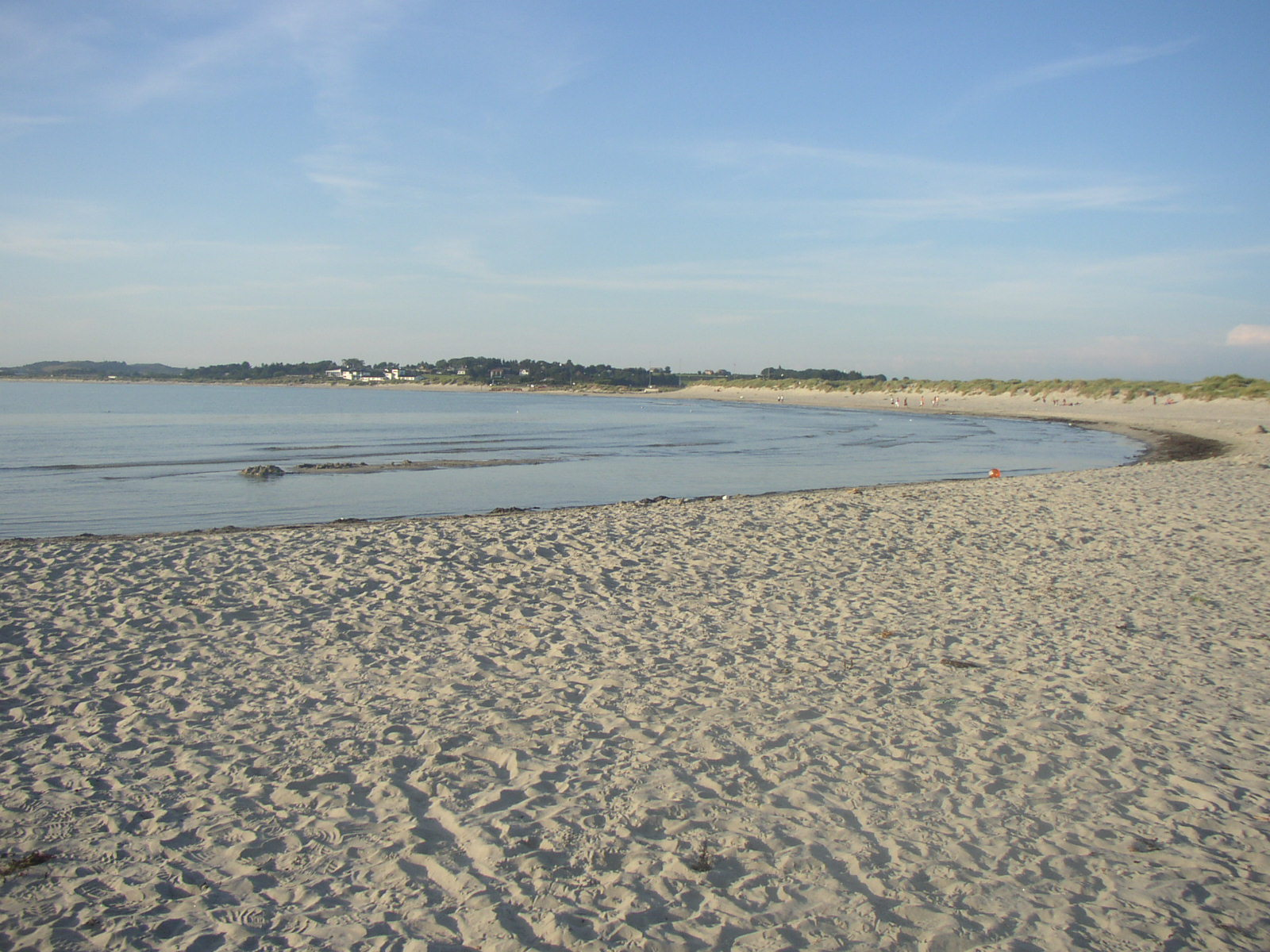
Strand bei Sola

Sola liegt im Südwesten Norwegens an der Nordseeküste in der Landschaft Jæren. Die Gemeinde grenzt an Stavanger im Norden und Nordosten, Sandnes im Osten sowie Klepp im Süden. Des Weiteren bestehen im Nordwesten im Meer verlaufende Grenzen zu den Kommunen Randaberg und Kvitsøy. Die Nordgrenze verläuft in ihrem westlicheren Abschnitt im Hafrsfjord, der sich vom Westen in das Land einschneidet. Am inneren Südufer des Fjords liegt die Ortschaft Sola. Zur Kommune gehört neben dem Gebiet auf dem Festland auch die Insel Rott.
Das Gebiet der Kommune ist weitgehend flach. Die Erhebung Kjerrberget im Osten der Ortschaft Sola stellt mit einer Höhe von 101,49 moh. den höchsten Punkt der Kommune Sola dar. Sola gehört damit zu den am niedrigsten gelegenen Gemeinden Norwegens.

## Einwohner
Die Einwohnerzahl der Kommune wuchs seit dem Ende des Zweiten Weltkriegs deutlich an. Die dichteste Besiedlung Solas liegt an der Küste des Hafrsfjord. In der Gemeinde liegen mehrere sogenannte Tettsteder, also mehrere Ansiedlungen, die für statistische Zwecke als eine städtische Siedlung gewertet werden. 23.492 der insgesamt 239.055 Einwohner des Tettsteds Stavanger/Sandnes wohnen in der Kommune Sola. Die weiteren als Tettsteder gewerteten Ortschaften Solas sind Hålandsmarka mit 906, Stenebyen mit 997 und Kolnes mit 578 Einwohnern (Stand: 1. Januar 2024).
Die Einwohner der Gemeinde werden Solabu genannt. Sola hat wie viele andere Kommunen der Provinz Rogaland weder Nynorsk noch Bokmål als offizielle Sprachform, sondern ist in dieser Frage neutral.
| Jahr          | 1986   | 1990   | 1995   | 2000   | 2005   | 2010   | 2015   | 2020   | 2025   |
| ------------- | ------ | ------ | ------ | ------ | ------ | ------ | ------ | ------ | ------ |
| Einwohnerzahl | 14.832 | 15.719 | 17.779 | 18.915 | 19.832 | 22.831 | 25.708 | 27.153 | 29.153 |

## Geschichte
Die Kommune entstand im Jahr 1930 als Håland in die Gemeinden Sola mit 3372 und Madla mit 1091 Einwohnern aufgespalten wurde. Madla wurde 1965 Teil der Kommune Stavanger. In der Kommune gibt es mehrere Hügelgräber aus der Bronzezeit. Zu diesen gehören die Rægehaugene. Weitere Fundplätze sind die Domsteinane und die Steinsetzungen in Sola. In Sola liegen mehrere Kirchen. Die Sola kirke ist eine 2020 errichtete Kirche mit kreuzförmigem Grundriss. Die Sørnes kirke wurde 1977 erbaut. Des Weiteren gibt es die 1995 wiederaufgebaute Ruinenkirche Sola.

## Wirtschaft und Infrastruktur

### Verkehr
Westlich der Ortschaft Sola liegt der Flughafen Stavanger. Er gehört zu den bedeutendsten Flughäfen Norwegens. An der Nordgrenze führt der Riksvei 509 von Stavanger über den Hafrsfjord nach Sola. Die Straße führt weiter in den Süden und knickt schließlich Richtung Osten ab. Etwas außerhalb der Kommune mündet die Straße in die Europastraße 39 (E39), die entlang der Westküste Norwegens führt. Bei der Ortschaft Sola wird der Riksvei 509 von dem in Süd-Nord-Richtung durch die Kommune verlaufenden Fylkesvei 510 gekreuzt. Auch dieser mündet schließlich außerhalb der Gemeinde in die E39.

### Wirtschaft

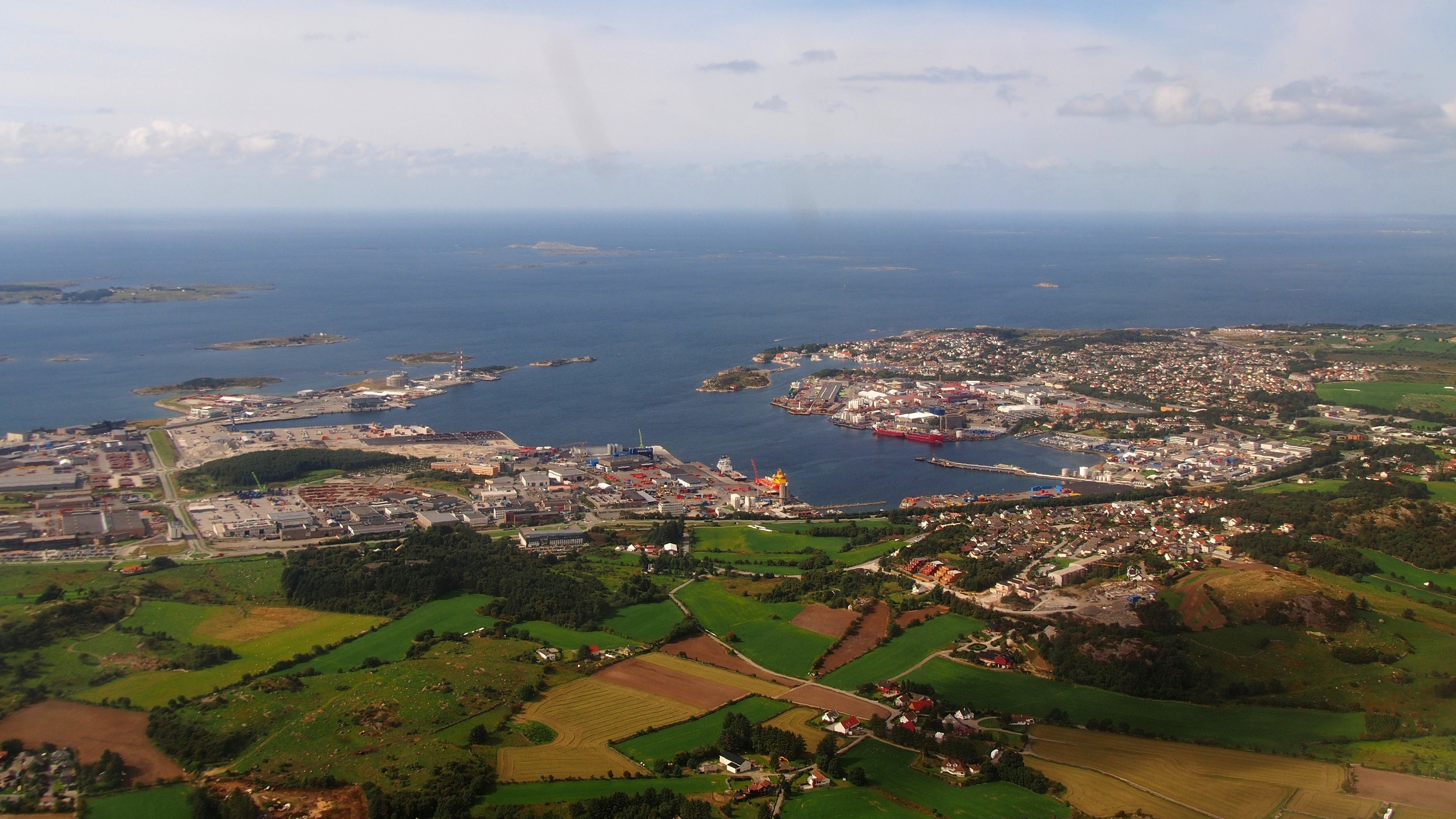
Luftbild von Tananger

Das wichtigste Unternehmen ist der Flughafen Stavanger. Dort befindet sich eine Helikopterbasis, von wo aus sowohl die Rettungshubschrauber der Region starten als auch die Helikopter, die die Ölplattformen in der Nordsee ansteuern. Am Flughafen angesiedelt ist auch die Sola flystasjon, eine Station der norwegischen Luftstreitkräfte. Viele Arbeitsplätze sind im Bereich der Industrie angesiedelt. Bedeutend ist dabei für die Kommune wie für die gesamte Region die Erdölindustrie. Von 1968 bis 2000 betrieb Shell nahe der Ortschaft Tananger an der Buch Risavika eine Erdölraffinerie. In Verbindung mit der Erdölindustrie steht auch der Bau von Bohrinseln. Ein kleinerer Teil der Industriearbeitsplätze fällt der Lebensmittelindustrie zu, wobei eine der größten Molkereien Norwegens in Sola liegt.
Im Bereich der Landwirtschaft ist die Tierhaltung weit verbreitet, wobei die Produktion von Fleisch, Milch und Eiern typisch ist. Im Bereich des Ackerbaus gibt es vor allem den Anbau von Kartoffeln und Gemüse. Ein Teil des Anbaus findet nicht in der freien Natur, sondern in Gewächshäusern statt. Entlang der Küste Solas befinden sich mehrere bekannte Badestrände und in diesem Bereich spielt auch das Übernachtungsgewerbe eine Rolle. Im Jahr 2020 arbeiteten von etwa 14.000 Arbeitstätigen nur etwa 5500 in Sola selbst, 4900 waren in Stavanger und weitere 2000 in Sandnes tätig. Von den über 25.000 in Sola arbeitenden Personen stammte mit etwa 7500 Personen der Großteil aus Stavanger, etwa 4250 pendelten von Sandnes nach Sola.

## Sport

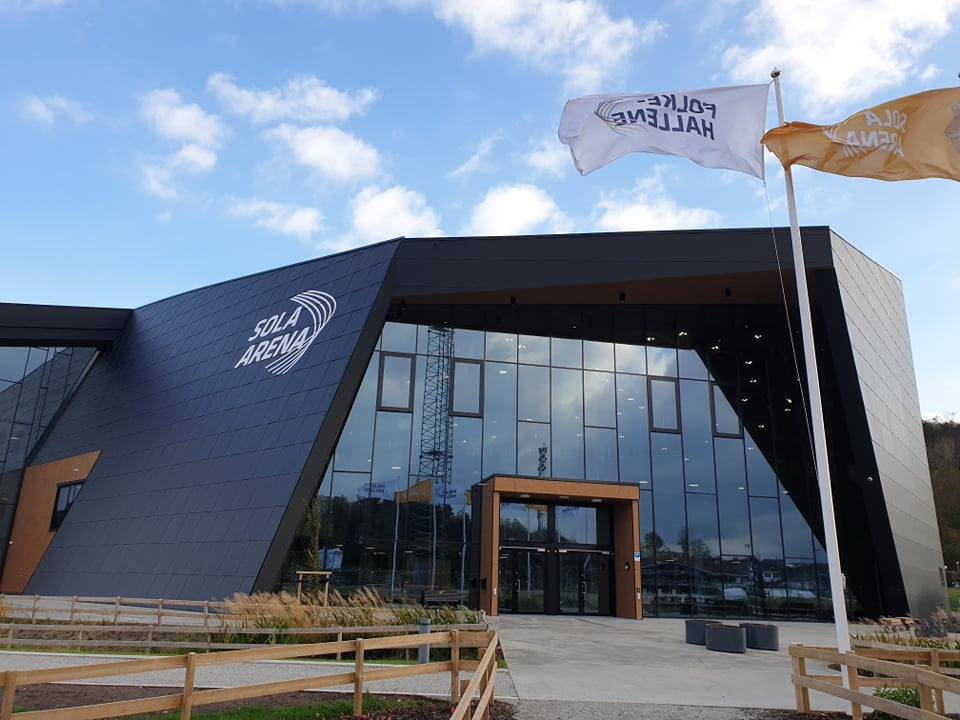
Die Sola Arena

Im Oktober 2021 wurde die Sola Arena eröffnet, eine multifunktionale Sporthalle mit Radrennbahn. Sie ist das bisher einzige Hallenvelodrom in Norwegen.

## Name und Wappen
Das seit 1982 offizielle Wappen der Kommune zeigt zwei geschwungene silberne Balken auf blauem Hintergrund. Sie sollen das Meer und die Wellen darstellen. Die Herkunft des Gemeindenamens ist nicht gesichert.

## Persönlichkeiten
- Olav Øygard (* 1956), lutherischer Geistlicher und Theologe, Bischof von Nord-Hålogaland
- May Britt Våland (* 1968), Radrennfahrerin